# Spasalus
Spasalus es un género de coleóptero de la familia Passalidae.

## Especies
Las especies de este género son:
- Spasalus aquinoi
- Spasalus balachowskyi
- Spasalus crenatus
- Spasalus cristinae
- Spasalus elianae
- Spasalus kaupi
- Spasalus paulinae
- Spasalus robustus